# Зелений Лог (Полевський міський округ)
Зеле́ний Лог (рос. Зелёный Лог) — селище у складі Полевського міського округу Свердловської області.
Населення — 21 особа (2010, 50 у 2002).
Національний склад станом на 2002 рік: росіяни — 90 %.